# Élodie Lizzano
Élodie Lizzano, née le 27 mars 1988 à Nîmes, est une footballeuse française. 

## Biographie
Elle a évolué au poste de défenseure au Montpellier HSC et à Toulouse.

## Palmarès
- Vainqueure du Challenge de France féminin en 2007 avec Montpellier
- Demi-finaliste de la Coupe UEFA féminine 2006 avec Montpellier